# Mario Furore

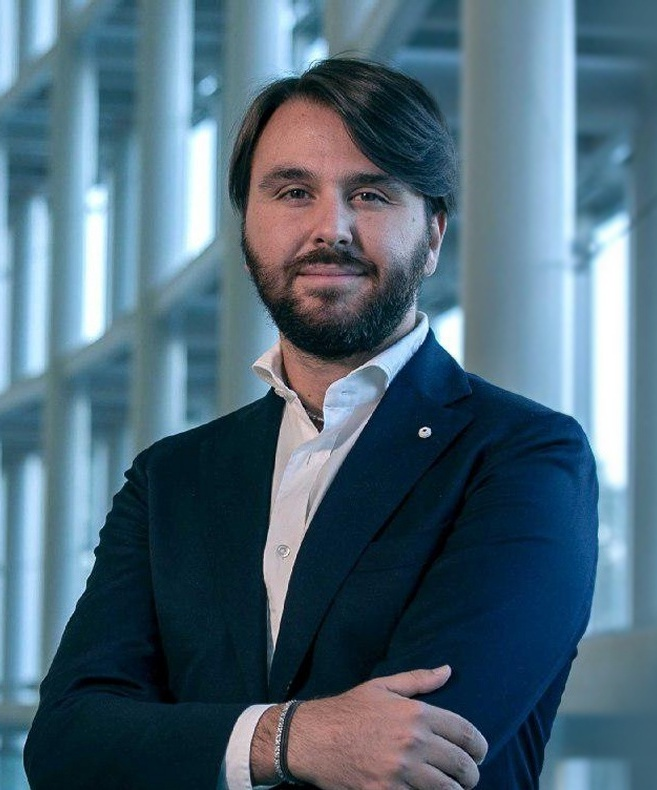
Mario Furore

Mario Furore (* 25. Dezember 1988 in Foggia) ist ein italienischer Rechtswissenschaftler und Politiker (M5S). Seit 2019 ist er Mitglied des Europäischen Parlaments für die Fraktion Die Linke.

## Leben
Geboren und aufgewachsen in Foggia in der Region Apulien, schloss er sein Studium der Rechtswissenschaften 2014 an der Libera Università Internazionale degli Studi Sociali in Rom ab. 

## Politische Karriere
Seit 2012 ist Furore in der 5-Sterne-Bewegung aktiv. Er war seit 2015 Mitarbeiter von Rosa Barone im Regionalrat Apuliens.

### Europawahlen 2019 und 2024
Zur Europawahl 2019 kandidierte er für die 5-Sterne-Bewegung im Wahlkreis Süd. Seine Partei erhielt 17 % der Stimmen, womit Furore ins Parlament einzog. Fünf Jahre später kandidierte er erneut und zog wiederum ins Parlament ein, wo er sich der linken Fraktion anschloss.

### Politische Themen
Als seine politischen Schwerpunkte nennt Furore die Bereiche Tourismus und Verkehr. Ein besonderes Anliegen sei ihm die bessere europäische Anbindung Süditaliens und die Verringerung der Kluft zwischen den Regionen Nord- und Süditaliens. Er wolle eine Politik umsetzen, die „die wirtschaftlichen, sozialen und territorialen Ungleichheiten zwischen den verschiedenen europäischen Regionen verringert.“ Neben seiner Mitgliedschaft im Petitionsausschuss ist er Mitglied des Ausschusses für Verkehr und Fremdenverkehr. Dort ist seine Priorität die Sicherheit im Straßenverkehr. Er fordert u. a. eine Verbesserung von Fußgängerüberwegen und arbeitet auf das Ziel von null Verkehrstoten hin. Die Kommission forderte er auf, einen Plan zur Modernisierung von Schiffen im Einklang mit dem Green New Deal zu erarbeiten und den maritimen Sektor beim Übergang zu einer emissionsfreien Wirtschaft finanziell und institutionell zu unterstützen. Ebenfalls unterstütze er den Kampf für einen höheren Mindestlohn.
Furore ist außerdem Mitglied der interfraktionellen LGBTI-Gruppe des EU-Parlaments.